# Gouvernement Figl III
 (août 2023).
Si vous disposez d'ouvrages ou d'articles de référence ou si vous connaissez des sites web de qualité traitant du thème abordé ici, merci de compléter l'article en donnant les références utiles à sa vérifiabilité et en les liant à la section « Notes et références ».
IIe République d'Autriche
Figl II Raab I
Le gouvernement Figl III (en allemand : Bundesregierung Figl III) est le gouvernement fédéral de la République d'Autriche entre le 28 octobre 1952 et le 2 avril 1953, durant la deuxième législature du Conseil national.

## Historique du mandat
Dirigé par le chancelier fédéral conservateur sortant Leopold Figl, ce gouvernement est constitué et soutenu par une « grande coalition » entre le Parti populaire autrichien (ÖVP) et le Parti socialiste d'Autriche (SPÖ). Ensemble, ils disposent de 144 députés sur 165, soit 87,3 % des sièges du Conseil national.
Il est formé à la suite de la démission de Figl, au pouvoir depuis décembre 1945.
Il succède donc au gouvernement Figl II, constitué et soutenu par une coalition identique.

### Formation
À cause d'un désaccord entre les deux partis au pouvoir sur le budget de l'État fédéral, le chancelier décide de remettre sa démission en octobre 1952 au président fédéral Theodor Körner. Constatant les désaccords au sein de la majorité parlementaire, ce dernier prononce alors la dissolution du Conseil national et convoque des élections anticipées. Pour gouverner le pays jusqu'à la tenue de ce nouveau scrutin parlementaire, il renomme Figl le 28 octobre. Le gouvernement qu'il forme est alors l'exacte réplique de son équipe précédente.

### Succession
Au cours des élections législatives anticipées du 22 février 1953, l'ÖVP remporte le plus grand nombre de sièges mais le SPÖ obtient le plus grand nombre de suffrages exprimés. Après six semaines de négociation, les deux partis acceptent de reconduire leur alliance et le conservateur Julius Raab, successeur de Leopold Figl comme président du Parti populaire, peut ainsi constituer son premier gouvernement.

## Composition
- Par rapport au gouvernement Figl II, les nouveaux ministres sont indiqués en gras, ceux ayant changé d'attributions en italique.

| Fonction                                                         | Titulaire | Titulaire              | Parti |
| ---------------------------------------------------------------- | --------- | ---------------------- | ----- |
| Chancelier fédéral                                               |           | Leopold Figl           | ÖVP   |
| Vice-chancelier                                                  |           | Adolf Schärf           | SPÖ   |
| Ministre fédéral des Affaires étrangères                         |           | Karl Gruber            | ÖVP   |
| Ministre fédéral de l'Intérieur                                  |           | Oskar Helmer           | SPÖ   |
| Ministre fédéral de la Justice                                   |           | Josef Gerö             | Sans  |
| Ministre fédéral de l'Enseignement                               |           | Ernst Kolb             | ÖVP   |
| Ministre fédéral de la Sécurité sociale                          |           | Karl Maisel            | SPÖ   |
| Ministre fédéral des Finances                                    |           | Reinhard Kamitz        | ÖVP   |
| Ministre fédéral de l'Agriculture et des Forêts                  |           | Franz Thoma            | ÖVP   |
| Ministre fédéral du Commerce et de la Reconstruction             |           | Josef C. Böck-Greissau | ÖVP   |
| Ministre fédéral des Transports et des Entreprises nationalisées |           | Karl Waldbrunner       | SPÖ   |